# Togavirové infekce ptáků
Čeleď Togaviridae obsahuje 3 rody (Alphavirus, Rubivirus a Arterivirus) virů odlišných antigenních i biologických vlastností, které jsou původci řady onemocnění u savců. Pouze virusy z rodu Alphavirus jsou přenášeny členovci a u domácí drůbeže, pštrosů a pernaté zvěře způsobují klinicky zjevná onemocnění – východní (EEE) a západní (WEE) koňskou encefalomyelitidu. Z dalších alfavirusů byly u divoce žijících ptáků izolovány mimo jiné virus Sindbis, Ndumu, Semliki Forest a virus venezuelské koňské encefalomyelitidy.
Etiologický význam izolací togavirů při tzv. „ptačí virové serozitidě“ nebo při neuropatické dilataci proventrikulu u Psittaciformes zůstává zatím nejasný.
Rubivirus je původce zarděnek lidí a zatím není známo, že by způsoboval nějaké onemocnění u ptáků. Zajímavý je proto nález  specifických protilátek u městských holubů v Německu, což naznačuje stav virusonosičství s možným vylučováním rubiviru do prostředí. Nelze proto vyloučit holuby jako možný rezervoár infekce pro lidi.